# Electric Circus
Albums de Common
Like Water for Chocolate
(2000) Be
(2005)
Singles
1. Come Close
Sortie : 5 novembre 2002

Electric Circus est le cinquième album studio de Common, sorti le 10 décembre 2002.
Cet album marque un véritable tournant musical pour le rappeur qui s'essaie ici à une musique lorgnant vers l'electro, le rock et même la pop. Si les critiques ont plutôt félicité l'originalité de l'album, les fans de Common ne l'ont pas du tout suivi et l'album n'a pas eu le succès de son précédent opus, Like Water For Chocolate.
Cet album est le deuxième et dernier album de Common sorti chez MCA Records.
Lonnie « Pops » Lynn, qui apparaît sur une chanson, est le père de Common.

## Pochette de l'album
La pochette d'Electric Circus est une référence à l'album de 1967 des Beatles, Sgt. Pepper's Lonely Hearts Club Band. Ici, on retrouve une multitude de personnalités, ayant participé ou non à cet album, des amis de Common, des membres de sa famille, ... : Common (au centre), (de gauche à droite, en partant du haut) Prince, Leroy Matthais, Simon Johns, Chad Hugo, Larenz Tate, stic.man, Pharrell Williams, Mattie Turner, Kenyetta Snyder, Big Daddy Kane, Vinia Mojica, Erykah Badu, Rahsaan Abraham, James Poyser, Tim Gane, DJ Dumi, ?uestlove, Black Thought, Grandma Gipson, Marie Daulne, Richard Pryor, Marlon Everett, Jay Dee, Mary Campbell, Steef Van De Gevel, M-1, Don « Babatunde » Eaton, Tyrone Tribett, Pino Palladino, Abiodun Oyewole, Andrew Dosunmu, Umar Bin Hassan, The Honorable Minister Louis Farrakhan, Joseph Sharrieff, Steve Mandel, Jimi The Cat, Dartanian Donaldson, Mary Hansen, Steve Hess, Morgane Lhote, Kimberly Jones, Aunt Stella, Q-Tip, Marc Baptiste, Grandma Mable Lynn, Derek Dudley, Uncle Charles, Uncle Steve, John Hancock, Bob Power, Koryan Wright, Ashaka Givens, Dwayne Lyle, Eevin Wright, Russ Elevado, Marcus Murray, Barbara Sims, Rachelle, Cee Lo Green, Jill Scott, Bayatae Abraham, Charlie Malone, Jeff Lee Johnson, Assata Shakur, Leslie Sims, Angela Murray, Kolleen « Queenie » Wright, Laetitia Sadier, Cousin Bianca, Omoye Lynn, Mary J. Blige, Grandma Elva Brown, Millie Malone, Chris Webber, Bilal, Lonnie « Pops » Lynn, Jimi Hendrix, George Daniels, Fred Hampton Jr., Fred Hampton, Omar Lye-Fook, Seven, Karriem Riggins, Ma, Ralph.

## Liste des titres
| No  | Titre | Auteur                                                       | Contient un (des) sample(s) de                                                                            | Durée |
| --- | --- | ------------------------------------------------------------ | --- | ----- |
| 1.  | Ferris Wheel (featuring Vinia Mojica et Marie Daulne – Produit par ?uestlove et James Poyser)                                                                                  | Daulne, Lynn, Mojica, Poyser, Thompson                       | | 2:48  |
| 2.  | Soul Power (Produit par J Dilla, ?uestlove et James Poyser) | Lynn, Poyser, Thompson, Yancey                               | Soul Power (Live) de James Brown                                                                          | 4:38  |
| 3.  | Aquarius (featuring Bilal et Erykah Badu – Produit par ?uestlove, J Dilla, James Poyser et Pino Palladino)                                                                     | Badu, Lynn, Palladino, Poyser, Yancey                        | | 4:54  |
| 4.  | Electric Wire Hustler Flower (featuring Sonny Sandoval – Produit par J Dilla et James Poyser)                                                                                  | Lynn, Poyser, Yancey                                         | | 5:54  |
| 5.  | The Hustle (featuring Omar et Dart Chillz – Produit par Karriem Riggins) | Chillz, Lynn, Riggins                                        | | 4:20  |
| 6.  | Come Close (featuring Mary J. Blige – Produit par The Neptunes) | Hugo, Lynn, Williams                                         | Time's Lie de Flora Purim                                                                                 | 4:35  |
| 7.  | New Wave (featuring Lætitia Sadier – Produit par J Dilla, ?uestlove et James Poyser)                                                                                           | Lynn, Poyser, Sadier, Thompson, Yancey                       | Dream Suite des Dreams                                                                                    | 5:08  |
| 8.  | Star 69 (PS With Love) (featuring Bilal et Prince – Produit par ?uestlove, James Poyser et J Dilla)                                                                            | Lynn, Poyser, Thompson, Yancey                               | | 5:30  |
| 9.  | I Got a Right Ta (featuring Pharrell – Produit par The Neptunes) | Hugo, Lynn, Williams                                         | Brazilian Skies de Bill Summers Nobody Beats the Biz de Biz Markie featuring T.J. Swan Grindin' de Clipse | 4:54  |
| 10. | Between Me, You and Liberation (featuring Cee Lo Green – Produit par J Dilla, ?uestlove, James Poyser et Pino Palladino)                                                       | Callaway, Lynn, Palladino, Poyser, Thompson                  | | 6:23  |
| 11. | I Am Music (featuring Jill Scott – Produit par J Dilla, ?uestlove, James Poyser, Jeff Lee Johnson et Pino Palladino)                                                           | Johnson, Lynn, Palladino, Poyser, Scott, Thompson, Yancey    | | 5:21  |
| 12. | Jimi Was a Rock Star (featuring Erykah Badu – Produit par ?uestlove, James Poyser, Jeff Lee Johnson et Pino Palladino)                                                         | Johnson, Lynn, Palladino, Poyser, Thompson, Wright, Yancey   | | 8:32  |
| 13. | Heaven Somewhere (featuring Omar, Cee Lo Green, Bilal, Jill Scott, Mary J. Blige, Erykah Badu et Lonnie « Pops » Lynn – Produit par ?uestlove, James Poyser et Pino Palladino) | Callaway, Lyefook, Lynn, Oliver, Palladino, Poyser, Thompson | | 10:24 |

| 1. | Come Close (featuring Mary J. Blige) | Clip                                 | 4:18 |
| 2. | The Making of Come Close             | Making-of du clip                    |      |
| 3. | Electric Circus                      | Sessions d'enregistrement de l'album |      |

## Classements

### Album
| Année | Album           | Position      | Position               |
| Année | Album           | Billboard 200 | Top R&B/Hip-Hop Albums |
| ----- | --------------- | ------------- | ---------------------- |
| 2002  | Electric Circus | 47e           | 9e                     |

### Singles
| année | Titre      | Position          | Position                         | Position        | Position |
| année | Titre      | Billboard Hot 100 | Hot R&B/Hip-Hop Singles & Tracks | Hot Rap Singles |          |
| ----- | ---------- | ----------------- | -------------------------------- | --------------- | -------- |
| 2002  | Come Close | 65e               | 21e                              | 18e             |          |